# Georg Weber (Unternehmer)
Georg Weber (* 28. März 1910 in Augsburg; † 17. Oktober 1986 in Rain) war ein deutscher Unternehmer im Bereich des Garten- und Landhandels, Begründer der Gartencenter-Kette Dehner.

## Leben
Georg Weber war der Sohn eines Eisenbahners. Er erlernte zunächst den Beruf des Eisenwaren-Kaufmanns und erhielt früh die Prokura. Im Jahre 1940 heiratete er Albertine Dehner in Rain. Im Betrieb der Eltern seiner Frau wurden neben Lebensmitteln auch Sämereien gehandelt. Da in den Nachkriegsjahren viele Menschen sich noch selbst Gemüse zogen, machte Weber aus seinem Hobby Samenanzucht ein Unternehmen. Im Alter von 37 Jahren gründete er am 1. August 1947 die Firma „Dehner & Co - Samenzucht - Samengroßhandel“ als Zweipersonen-Betrieb zusammen mit seiner Frau Albertine (geborene Dehner). 1948 wurde eine erste Filiale in München eröffnet. Mit dem steigenden Lebensstandard wandelten sich jedoch die Nutzgärten zu Ziergärten. Weber folgte dem Trend und gründete den Geschäftsbereich Pflanzen- und später auch Gartenzubehörhandel. Zunächst beschränkte er sich dabei auf den Versandhandel nach Katalogbestellung. Weber baute das Unternehmen in der Folge zur größten reinen Gartencenter-Kette in Deutschland auf (später ergänzt um Zooabteilungen) und zum größten Arbeitgeber der Stadt Rain aus. Bereits 1980 hatte er am Stammsitz in Rain über 500 Arbeitsplätze geschaffen, im September 2006 waren bei Dehner 5.300 Mitarbeiter angestellt, davon 1.100 am Stammsitz. Die weiteren 4.200 Mitarbeiter sind in den derzeit etwa 100 Filialen in Deutschland und Österreich beschäftigt.

## Ehrungen
Ihm wurde am 30. August 1977 die Bürgermedaille der Stadt Rain verliehen und am 5. Februar 1980 die Ehrenbürgerschaft der Stadt für den Aufbau der Firma Dehner zum führenden Unternehmen der Branche in Deutschland und für die Schaffung von bis zu diesem Zeitpunkt 500 Arbeitsplätzen (er war damit schon 1980 der größte Arbeitgeber) und für die Förderung von Vereinen und gesellschaftlichem Leben.
Georg Weber wurde außerdem ausgezeichnet mit dem Verdienstkreuz am Bande des Verdienstordens der Bundesrepublik Deutschland sowie 1979 mit der Bayerischen Staatsmedaille für besondere Verdienste um die bayerische Wirtschaft.
Am 5. Juni 2003 erhielt seine Witwe Albertine Weber, geb. Dehner, (verstorben 29. März 2010) für ihr kulturelles Engagement die Bürgermedaille der Stadt Rain verliehen. Sein Sohn Albert Weber (* 1. September 1947 in Augsburg; † 9. Dezember 2021 in Rain) wurde am 17. Oktober 2007 ebenfalls mit der Ehrenbürgerschaft ausgezeichnet und erhielt zahlreiche weitere Auszeichnungen von anderer Seite, z. B. den Bayerischen Gründerpreis 2018 des Sparkassenverbandes Bayern.

## Förderung von Vereinen und gesellschaftlichem Leben
Georg Weber
- stiftete 1980 der Stadt Rain einen Park mit einem von Karl Reidel geschaffenen Brunnen. Den Park benannte die Stadt nach ihm in Georg-Weber-Park; der Stifter erweiterte die Anlage 1984 und 1985 anlässlich seines 75. Geburtstages.
- engagierte sich im sozialen, kulturellen und sportlichen Bereich
- unterstützte den TSV 1896 Rain; der Verein benannte nach dem Bau des neuen Sportheimes 1996 sein Fußballstadion als Georg-Weber-Stadion.